# Салве Бирманское

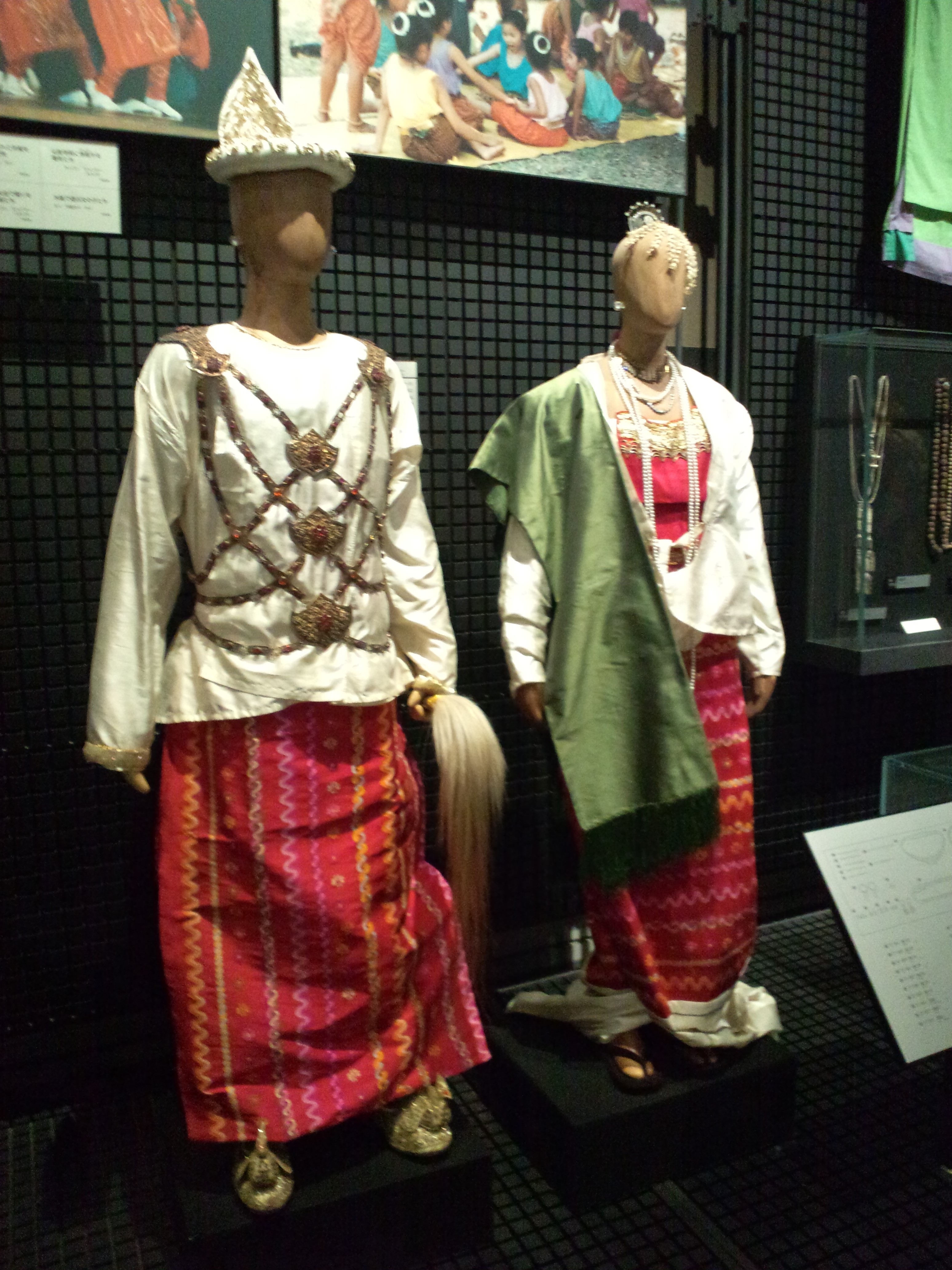
Салве бирманское в Музее этнологии, Осака

Салве бирманское (бирм. စလွယ်, салуэ) — знак отличия, определяющий положение и заслуги человека в государственном аппарате Бирмы. Салве можно считать индуистским атрибутом, потому что в ранние времена это знак носили только монархи и брахманы.
Салве восстановлен в 1784 году царём Бодопаи (1781—1819) из династии Конбаунов.
Знак представляет сложную систему золотых шнуров, которые прикреплялись на плечи одежды и ниспадали на грудь, при этом количество шнуров определялось знатностью и чином награждённого.
Члены императорской фамилии носили салве на обоих плечах, все остальные крепили салве к левому плечу и к поясу на правой стороне в виде перевязи или подобия современных орденских лент.
Салве состояло из следующего количества шнуров:
- для царя — 24;
- для принцев — 18-21;
- для князя — 15;
- для генерала — 12;
- для министра — 9;
- для чиновников — 3-6.

При этом министр мог получить только салве, которое предназначено для министров, а мелкий чиновник — салве для мелких чиновников.